# Hadi Soua'an Al-Somaily
Hadi Soua’an Al-Somaily (arabiska: هادي صوعان الصميلي جدعان), född den 30 december 1976 i Taif, är en saudisk före detta friidrottare som tävlade i häcklöpning.
Al-Somaily deltog vid både VM 1995 och vid VM 1999 utan att ta sig vidare från försöken på 400 meter häck. Hans stora genombrott kom vid Olympiska sommarspelen 2000 då han blev silvermedaljör på tiden 47,53, vilket blev hans personliga rekord på distansen. Han var bara 3 hundradelar efter segraren Angelo Taylor från USA. Medaljen var den första friidrottsmedaljen någonsin för Saudiarabien i ett olympiskt spel. 
Han var i final även vid VM 2001 och slutade då fyra på tiden 47,99. Vid både VM 2003 och 2005 samt vid Olympiska sommarspelen 2004 var han i semifinal men lyckades inte ta sig vidare till finalen.